# Scottopsyllus robertsoni
Scottopsyllus robertsoni är en kräftdjursart som först beskrevs av T. Scott och A. Scott 1895.  Scottopsyllus robertsoni ingår i släktet Scottopsyllus och familjen Paramesochridae. Inga underarter finns listade i Catalogue of Life.